# Kopenhaga Vesterport
Kopenhaga Vesterport – stacja kolejowa w Kopenhadze, w Danii. Stacja znajduje się poniżej poziomu terenu, tuż przed tunelem łączącym Dworzec Centralny i Østerport. Otwarta w dniu 15 maja 1934 i służy tylko sieci S-tog. Jest to jedna z najruchliwszych stacji kolejowych w Kopenhadze.